# Comunità di Piemonte d'Istria

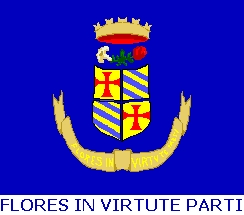
Bandiera e motto della Comunità degli esuli di Piemonte d'Istria

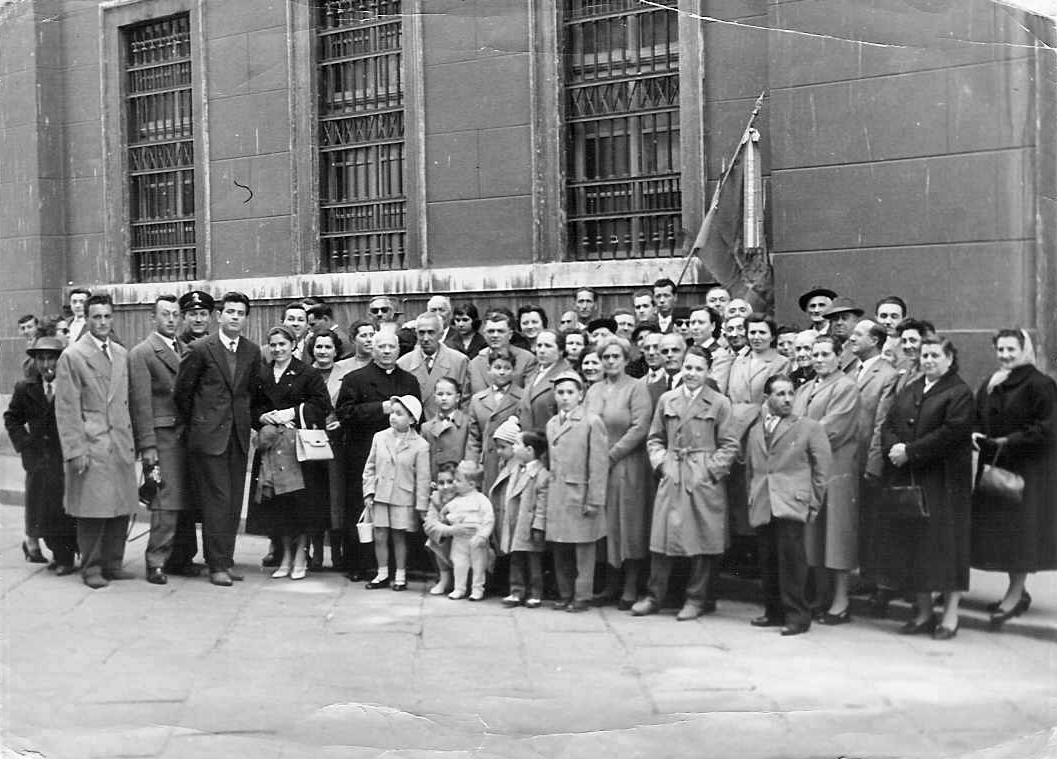
Chiesa di Sant'Antonio Nuovo a Trieste, 1958, uno dei primi raduni in occasione della festa patronale

La Comunità di Piemonte d'Istria fa parte dell'associazione delle comunità istriane con sede a Trieste.

## Descrizione
Alla comunità fanno riferimento gli esuli che esodarono da Piemonte d'Istria (paese oggi nella Regione croata Istria-Istra denominato Završje) quando, alla fine del secondo conflitto mondiale, furono costretti ad abbandonare il paese (che era incluso nella provincia italiana di Pola) a causa delle violenze di carattere etnico e politico messe in atto dal nuovo regime comunista di Tito come quella più nota di cui fu vittima don Francesco Giovanni Bonifacio nello stesso comune di Grisignana.
La Comunità si raduna ogni anno in occasione delle due feste patronali (san Francesco da Paola, due settimane dopo Pasqua e per la celebrazione della Natività della Beata Vergine Maria l'8 settembre). La Comunità è, dalla fondazione, impegnata nella salvaguardia dei valori culturali istro-veneti del paese e per il riconoscimento dei diritti degli esuli (indennizzo e\o restituzione dei beni abbandonati). La Comunità promuove la propria attività attraverso il proprio foglio-notiziario Piero Vis'ciada erede del giornaletto satirico che si pubblicava a Piemonte.

## Documentario
Film documentario: The abandoned town (1997) cortometraggio della regista polacca M. Piekorz (prodotto da Factum Zagabria)
- Primo premio - 2002 International Croatian Film Festival – Zagabria
- Primo premio – 2003 Festival Internazionale Videopolis - Padova con la seguente motivazione “All'interno di una sezione ricca di opere di particolare talento, la giuria ha inteso premiare la sintesi poetica con cui l'autrice ha saputo recuperare una toccante testimonianza individuale come paradigma della ben più vasta tragedia delle popolazioni istriane”. (Lingua: croato-inglese-italiano-dialetto istroveneto)